# Кентау
Кентау (каз. Kentau, рус. Кентау) је град регионалног потчињавања и један од градова Туркестанске области. Налази се у јужном подножју гребена Каратау, удаљен 24 километара североисточно од града Туркестана, 190 километара од Шимкента .

## Опште информације
Формиран је августа 1955. године на основу насеља Миргалимсаи за развој полиметалног налазишта Ачисај.
Становништво града у совјетско време углавном су чинили имигранти из Русије - потомци потиснутих: Грци, Руси, Немци, Корејци, Јевреји, Чечени итд, као и Казаси, Татари и Узбеци.
Крајем 80-их - почетком 90-их дошло је до масовног исељавања становништва, затварања рудника и индустријских предузећа.
Тренутно становништво броји око 80 хиљада људи (са приградским насељима), а то су углавном Казаси и Узбеци.

## Историја
У близини града налазе се стари рударски радови, пронађени су остаци оруђа рудара из 9.-10. века. Град Кентау настао је на основу радничких насеља Миргалимсаи и Кантаги. 1. августа 1955. године створена је уредба о преименовању насеља Миргалимсаи у град Кентау. 1971. године одобрен је општи план развоја града, према којем је Кентау био изграђен са 4-5-спратним зградама.

## Административне поделе
1. Ачисајски сеоски округ
2. Бајалдирски сеоски округ
3. Кантагински сеоски округ
4. Карнакски сеоски округ

## Економија
- Кентау постројење трансформатора
- Фабрика багера Кентау
- Кентау ЦХП-5